# Eszta’ol
Eszta’ol (hebr. אשתאול; oficjalna pisownia w ang. Eshta'ol) – moszaw położony w Samorządzie Regionu Matte Jehuda, w Dystrykcie Jerozolimy, w Izraelu.

## Położenie
Leży w górach Judei.

## Historia
Moszaw został założony w 1949 przez imigrantów z Jemenu.
Jego nazwa, zgodnie z położeniem, nawiązuje do występującego w Księdze Sędziów 13:25 i 16:31 miasta należącego do pokolenia Danitów, przydzielonego im siódmym losem, zgodnie z relacją zapisaną w Księdze Jozuego 19:40-41. Miejsce wspominane jest głównie przy okazji działań Sędziego Samsona.

## Gospodarka
Gospodarka moszawu opiera się na rolnictwie, sadownictwie i turystyce.

## Komunikacja
Przy moszawie przebiega droga ekspresowa nr 38 (Sza’ar ha-Gaj–Bet Guwrin), która krzyżuje się z drogą ekspresową nr 44 (Holon–Eszta’ol).